# Mao-Dun-Literaturpreis
Der Mao-Dun-Literaturpreis (chin. 茅盾文学奖/茅盾文學獎, Máo Dùn wénxuéjiǎng) ist einer der höchsten Literaturpreise in der chinesischen literarischen Welt. Er wurde 1982 im Gedenken an den im Jahr zuvor verstorbenen Mao Dun gestiftet und wird vom chinesischen Schriftstellerverband für herausragende Romane verliehen.
Die Stiftung des Preises entsprach dem letzten Willen Mao Duns, der 250.000 Yuan für einen Literaturpreis zur Förderung des chinesischen Romans stiftete. 
Der Preis wird für Werke verliehen, die von chinesischen Autoren verfasst, in der VR China veröffentlicht und verlegt wurden und über eine Mindestlänge von 13.000 Zeichen verfügen. 
Die Verleihung erfolgte anfangs im Dreijahresrhythmus, jetzt alle vier Jahre. 

## Preisträger
1982 (1. Verleihung)
- Wèi Wēi 魏巍 für 《东方》 (dōngfāng, Der Osten)
- Zhōu Kèqin 周克芹 für 《许茂和他的女儿们》 (Xǔ Mào hé tā de nǚ'érmen, Xǔ Mào und seine Töchter)
- Mò Yīngfēng 莫应丰 《将军吟》 (jiāngjun yín, Das Lied des Generals)
- Lǐ Guówén 李国文 für 《冬天里的春天》 (dōngtiānlǐ de chūntiān, Frühling im Winter)
- Gǔ Huá 古华 für 《芙蓉镇》 (fúróng zhèn, Die Stadt des Lotus)

1985 (2. Verleihung)
- Zhāng Jié 张洁 für 《沉重的翅膀》 (chénzhòng de chìbǎng, Die schweren Flügel)
- Liú Xīnwǔ 刘心武 für 《钟鼓楼》 (zhōnggǔlóu, Der Uhrturm)
- Lǐ Zhǔn 李准 für 《黄河东流去》 (Huáng Hé dōng liú qù, Der Huang He fließt ostwärts)

1991 (3. Verleihung)
- Lù Yáo 路遥 für 《平凡的世界》 (píngfán de shìjiè, Gewöhnliche Welt)
- Líng Lì 凌力 für 《少年天子》 (shàonián tiānzǐ, Der jugendliche Herrscher)
- Sūn Lì 孙力 und Yú Xiǎohuì 余小惠 für 《都市风流》 (dūshì fēngliú, Metropolis)
- Liú Báiyǔ 刘白羽 für 《第二个太阳》 (dì'èr gè tàiyáng, Die zweite Sonne)
- Huò Dá 霍达 für 《穆斯林的葬礼》 (mùsīlín de zànglǐ, Eine muslimische Trauerfeier)

1997 (4. Verleihung)
- Wáng Huǒ 王火 für 《战争和人》 (zhànzhēng hé rén, Krieg und Menschen)
- Chén Zhōngshí 陈忠实 für 《白鹿原》(修订本) (bái lù yuán (xiūdìngběn), Land des weißen Hirsches (verbesserte Auflage))
- Liú Sīfèn 刘斯奋 für 《白门柳》 (bái mén liǔ, Trauerweide beim Weißen Tor)
- Liú Yùmín 刘玉民 für 《骚动之秋》(sāodòng zhī qiū, Ruheloser Herbst)

2000 (5. Verleihung)
- A Lái 阿来 für 《尘埃落定》(chén'āi luòdìng, Staub fällt nieder)
- Wáng Ānyì 王安忆 für 《长恨歌》 (chánghèn gē, Lied des Hasses)
- Zhāng Píng 张平 für 《抉择》 (juézé, Die Auswahl)
- Wáng Xùfēng 王旭烽 für 《茶人三部曲》 (chárén sānbùqū, Teamen-Trilogie)

2005 (6. Verleihung)
- Xiong Zhaozheng 熊召政 für 《张居正》 (Zhāng Jūzhèng)
- Zhāng Jié 张洁 für 《无字》 (wú zì, Ohne Worte)
- Xú Guìxiáng 徐贵祥 für 《历史的天空》 (lìshǐ de tiānkōng, Der Himmel der Geschichte)
- Liǔ Jiànwěi 柳建伟 für 《英雄时代》 (yīngxióng shídài, Eine Ära der Helden)
- Zōng Pú 宗璞 für 《东藏记》 (dōng cáng jì, Geschichte des Dong Zang)

2008 (7. Verleihung)
2011 (8. Verleihung)
- Mo Yan für (chin. Frosch 2009, deutsch: Frösche 2013)

2015 (9. Verleihung)
- Su Tong, Yellowbird Story
- Ge Fei, Jiangnan Trilogy (bestehend aus My Dream of the Mountain and River, Spring Ends in Jiangnan und Face and Peach Blossom)
- Wang Meng, Scenery on this Side
- Jin Yucheng, Blossoms
- Li Peifu, The Book of Life

2018 (10. Verleihung)
- Chen Yan, The Protagonist
- Li Er, Professor Ying Wu
- Liang Xiaosheng, Human World
- Xu Huaizhong, Story of the Towing Wind
- Xu Zechen, Northward